# دیادومنیان
دیادومینیان با نام کامل مارکوس اوپلیوس آنتونیوس دیادومنیانوس (به لاتین: Marcus Opellius Antoninus Diadumenianus)‏ (۲۰۸ - ۲۱۸) پسر ماکرینوس امپراتور روم بود که برای مدت کوتاهی در کنار پدرش با عنوان سزار (مه ۲۱۷ - ۲۱۸) و آگوستوس (۲۱۸) فرمانروایی کرد.

## زندگینامه
دیادومنیان در ۱۴ یا ۱۹ سپتامبر ۲۰۸ زاده شد. او را ابتدا مارکوس اوپلیوس دیادومنیانوس نام نهادند اما بعدتر آنتونیوس را نیز به نام او افزودند تا ارتباطش با خانوادهٔ مارکوس اورلیوس را استحکام بخشند. پس از آنکه پدرش ماکرینوس بر تخت امپراتوری نشست، او نیز در کنار پدرش ابتدا با عنوان سزار و سپس با عنوان آگوستوس به فرمانروایی رسید.
اما دوران حکومت آن دو کوتاه بود. لژیون‌های مستقر در سوریه دست به شورش زده و هلیوگابال را به عنوان امپراتور جدید بر تخت نشاندند. ماکرینوس در ۸ ژوئن ۱۲۸ از نیروهای شورشی شکست خورد و اعدام شد. دیادومنیان را برای در امان ماندن از خطر به دربار اشکانی فرستادند اما او نیز در بین راه دستگیر و همچون پدرش در سال ۲۱۸ میلادی اعدام شد.